# Stenkoncilet
Stenkoncilet er en fransk film fra 2006.

## Synopsis
Laura Siprien (Monica Bellucci) er bange for, at hun er ved at miste forstanden. Mareridt og hallucinationer gør hende bange for, hvem hendes søn Liu-San virkelig er. Hvor kommer han fra? Og hvorfor har han pludselig et mystisk mærke på sit bryst. Snart går det op for Laura, at onde kræfter efterstræber hendes søn. Men hvem og hvorfor?

## Medvirkende
- Monica Bellucci – Laura
- Catherine Deneuve – Sybille
- Moritz Bleibtreu – Serguei
- Sami Bouajila – Lucas
- Elsa Zylberstein – Clarisse
- Nicolas Thau – Liu-San

## Ekstern henvisning
- Stenkoncilet på Internet Movie Database (engelsk)
- Stenkoncilet i Svensk Filmdatabas (svensk)
- Stenkoncilet på AlloCiné (fransk)
- Stenkoncilet på MovieMeter (nederlandsk)
- Stenkoncilet på AllMovie (engelsk)
- Stenkoncilet hos British Film Institute (engelsk)
- Stenkoncilet på Turner Classic Movies (engelsk)
- Stenkoncilet på The Movie Database (engelsk)
- Stenkoncilet på Rotten Tomatoes (engelsk)
- Stenkoncilet på Filmaffinity (engelsk)